# Argochampsa
Argochampsa — вимерлий рід крокодиломорфів-евзухіїв, який зазвичай розглядається як гавіалоїдний крокодил, споріднений із сучасними гаріалами. Мешкав у палеоцені Марокко. Описаний Хуа та Жувом у 2004 році типовим видом є A. krebsi, а вид названо на честь Бернарда Кребса. Аргочампса мав довгу вузьку морду і, здається, мав морські звички.
Argochampsa базується на OCP DEK-GE 1201, майже повному черепі з басейну Oulad Abdoun, неподалік від Khouribga, Марокко. Череп довжиною 43,3 сантиметра мав довгу вузьку морду; морда становила близько 70% довжини черепа. Передщелепні кістки на кінчику морди були опущені донизу, а кінчик дещо скошений, з першими декількома положеннями зубів у прямій лінії, перпендикулярній до довгої осі черепа. У кожній передщелепній кістці було п’ять зубів, а в кожній верхній щелепі – по 26 зубів (основна зубоносна кістка верхньої щелепи). Носові кістки були зрощені, і було кілька коротких діастем або проміжків у ряду зубів на кінчику морди. Зовсім недавно було знайдено матеріал з нижньої щелепи, шийних і задніх хребців, верхньої частини руки та броні.
Хуа і Жув провели кладистичний аналіз, включивши свій новий таксон, і виявили, що Argochampsa є гавіалоїдом, але поза кладою Gavialidae. Вони відзначили, що форма морди Argochampsa є незвичайною серед крокодилів, лише у фолідозавридів і Terminonaris мають кінчики морди подібної форми, і припустили, що таке розташування могло сприяти точному прикусу. Argochampsa жила в середовищі, де домінували морські крокодилоподібні дирозаври.
Argochampsa krebsi було включено до дослідження філогенетичних зв’язків передбачуваних викопних гавіалоїдів, опублікованого Lee & Yates (2018). Автори вважають найбільш імовірним те, що Argochampsa не був гавіалоїдом або навіть крокодилом, а скоріше членом клади некрокодильних євсухій, яка також включала роди Eogavialis, Eosuchus, Eothoracosaurus і Thoracosaurus.